# Сбітнєв Євген Олександрович
Євге́н Олекса́ндрович Сбі́тнєв (рос. Евгений Александрович Сбитнев; 1 жовтня 1927, село Лопатіне, нині Брейтовського району Ярославської області Росії — 3 лютого 2020) — російський учений. Доктор технічних наук.

## Біографія
Євген Олександрович Сбітнєв народився 1 жовтня 1927 року в селі Лопатіне, нині Брейтовського району Ярославської області.
1950 року закінчив Московський університет.
Працював першим заступником головного конструктора Всесоюзного науково-дослідного інституту автоматики.
Основні напрямки професійної діяльності: електрофізика, імпульсна техніка, ядерна фізика.
Лауреат Ленінської та Державних премій СРСР.
Володіє англійською мовою.
Одружений, має двоє дітей.
Захоплюється туризмом і теслярством.